# Antonio Fernández Gómez
Antonio Fernández Gómez nació en Goyán (Pontevedra) en 1882, falleció el 20 de noviembre de 1970. Se formó en Brasil, país al que emigró siendo muy joven y en el que recibió lecciones del artista alemán Ernesto Papf
Con respecto a su pintura y según cita de Santiago Ramón y Cajal en su libro El Mundo visto a los ochenta años:  «Son de encomiar por belleza y fidelidad a la honrada pintura tradicional, los paisajes de Fernández Gómez».

## Obras del autor
Obras del autor pertenecientes a la Colección Caixanova
- Datos: Q8201211
- Multimedia: Antonio Fernández Gómez / Q8201211